# Китайсько-Східна залізниця
Кита́йсько-Схі́дна залізни́ця (КСЗ) (рос. Китайско-Восточная железная дорога) або Східно-цінська залізниця (кит.: 东清铁路) — колишня залізниця на північному сході Китаю (Маньчжурія). З'єднувала Читу і російський Далекий Схід.
Південне відгалуження КСЗ — Південно-Маньчжурська залізниця — стала фактором і частково Casus belli для російсько-японської війни і Другої китайсько-японської війни.
Адміністрації КСЗ і Зони Китайсько-Східної залізниці знаходилися в Харбіні.
Попри те що Китай, мав стандартну колію 1435 мм на кінець XIX століття, маршрут КСЗ мав російську колію 1524 мм. Після передачі залізниці у власність Китаю у 1952, колію перешито на стандартну.

## Історія залізниці
Китайсько-Східна залізниця була побудована за для скорочення маршруту Транс-Сибірської магістралі від сибірського міста Чита через Харбін через північ внутрішньої Маньчжурії до російського порту Владивосток.
Концесія на будівництво була надана Китаєм в 1896, будівництво різко прискорилося після того як Росія уклала договір на двадцять п'ять років оренди що до Ляодунського півострова з Китаєм.
Будівництво КСЗ почалося в липні 1897, по лінії Тарська (на схід від м. Чита) — Хайлар — Харбін — Нікольськ-Уссурійський. Офіційно рух залізницею почався в листопаді 1901, але регулярні пасажирські перевезення Санкт-Петербург — Владивосток по Транссибу почалися в липні 1903 року.
В 1898 р., розпочато будівництво 880 км залізниці, більша частина якої пізніше увійшло до складу Південно-Маньчжурської залізниці, з Харбіна через східну Маньчжурію до Ляодунського півострова, у незамерзаючий глибоководний порт Люйшунь, який Росія зміцнювала та проводила капітальний ремонт задля створення першокласної стратегічної військово-морської бази та морської вугільної станції для свого Далекосхідного військового і торговельних флотів.
Китайсько-Східна залізниця була в основному завершена в 1902 році, випередивши будівництво Навколобайкальської залізниці на кілька років.
У російсько-японську війну, Росія втратила Ляодунський півострів і велику частину Південно-Маньчжурської гілки на користь Японії. Залізниця з Чанчуня в Люйшунь передані під японський контроль, наразі це Південно-Маньчжурська залізниця.
В 1917–1924, (російська громадянської війна) російська частина КСЗ була під управлінням Білої армії.
Після 1924, СРСР і Китай мали КСЗ у співволодінні, а Японія зберегла контроль над Південно-Маньчжурською залізницею.
Китайсько-радянський конфлікт відбувся за володіння КСЗ.
В 1935 році СРСР був змушений продати всі свої права по КСЗ уряду Маньчжоу-го.
З серпня 1945 року, КСЗ знову потрапила під спільний контроль СРСР та Китаю. Намагаючись відшкодувати втрати 1904–1905, після Другої світової війни радянський уряд наполягав на окупації Ляодунського півострова, але допускав на спільний контроль над південною гілкою з Китаєм, загальна назва за для обох залізниць Китайська Чанчуньська залізниця.
У 1952, Радянський Союз передав (безкоштовно) всі свої права на Китайську Чанчуньську залізницю КНР.